# Joseph Madec
Pour les articles homonymes, voir Madec.
Joseph Madec, né le 15 mars 1923 à Ploemel (Morbihan) et mort le 5 février 2013 à Noyal-Pontivy dans le Morbihan, est un évêque catholique français, évêque de Fréjus-Toulon de 1983 à 2000.

## Éléments biographiques
Joseph Madec suit des études secondaires à Sainte-Anne-d'Auray. Il étudie la philosophie au séminaire de Vannes en Bretagne, puis de 1945 à 1950 la théologie au Séminaire pontifical français de Rome. Il est ordonné prêtre le 5 avril 1947 à la basilique Saint-Jean-de-Latran.
Il suit des études de théologie à l'université pontificale grégorienne et des études bibliques à l'Institut pontifical biblique de Rome.
Il est ensuite secrétaire de l'évêque de Vannes et aumônier de l'école diocésaine, plus tard il est vicaire d'une paroisse ouvrière à Lorient.
En 1953, il devient professeur de théologie dogmatique au grand séminaire de Vannes, dont il devient le supérieur en 1965.
En 1971, lors de la fusion des séminaires bretons, il devient supérieur du séminaire interdiocésain (2e cycle) de Rennes.
Il est nommé vicaire général du diocèse de Vannes en 1976 et chapelain de divers mouvements catholiques de laïcs.
Il est recteur de Saint-Louis-des-Français à Rome de 1980 à 1983.
Nommé évêque de Fréjus-Toulon le 8 février 1983, il est consacré le 10 avril suivant par le cardinal Roger Etchegaray. Il prend la succession de Gilles Barthe qui est son co-consécrateur.
En 1983, il décide de rouvrir le séminaire de Toulon : « Je crois, disait-il, en l'avenir des vocations sacerdotales et religieuses, parce que je crois en l'Église et au Seigneur de l'Église ». Ce séminaire est situé au domaine viticole de La Castille, sur 160 hectares,.
Il renonce à sa charge pour raison d'âge, le 16 mai 2000. Dominique Rey lui succède.
En 2004, il accompagne comme assistant religieux la Communauté Saint-Jean. Cette communauté était alors implantée dans son ancien diocèse à Cotignac, Brignoles et Villecroze.
Il meurt le 5 février 2013 à Noyal-Pontivy et ses funérailles sont célébrées le 8 février par Raymond Centène en la basilique Sainte-Anne-d'Auray. Ses obsèques ont lieu le lendemain 9 février 2013 en la cathédrale de Toulon. Il est inhumé dans le caveau des évêques du diocèse.
Joseph Madec était bretonnant et faisait partie du Souvenir chouan.